# Fingal (groupe)
Pour les articles homonymes, voir Fingal (homonymie).
Fingal est un groupe de musique traditionnelle irlandais, formé en 2006, et basé aux États-Unis. Il effectue régulièrement des tournées aux États-Unis et en Europe, et son album, Fingal, publié en octobre 2008, a obtenu un accueil très favorable de la part de la critique.

## Le groupe
Fingal a été formé en 2006, par Dáithí Sproule, James Keane et Randal Bays et s'est depuis produit aux États-Unis, au Canada et en Europe. Le groupe est basé aux États-Unis et porte le nom d'un comté irlandais, comté de Fingal. Le mot Fingal, en gaélique Fine Gall, signifie tribu étrangère. Ce nom fut choisi par James Keane, frère de Seán Keane (The Chieftains). Initialement le nom du groupe était Errigal, du nom d'une route menant à sa ville natale, Drimnagh.

## Membres
Dáithí Sproule est un guitariste et chanteur irlandais traditionnel, qui a fait partie de groupes tels que Skara Brae et Altan.
James Keane est considéré comme l'un des maîtres de l'accordéon irlandais. Castagnari fabrique un instrument à deux rangées de boutons qui porte sa signature, pour honorer sa contribution à la musique irlandaise et à l'accordéon.
Randal Bays est un musicien américain qui a fait sa place dans le cercle fermé des fiddlers irlandais. En 2005, son album House to House a été désigné comme l'un des cinq meilleurs enregistrements de l'année par l'Irish Time. Il est également guitariste.

## Discographie
- Fingal (2008).